# Llum monocromàtica
A diferència de la llum blanca, que està formada per molts components, la llum monocromàtica és la que està formada per components d'un sol color. És a dir, que té una sola longitud d'ona, corresponent al color en qüestió.
Això vol dir que per produir radiació monocromàtica, es generen els electrons mitjançant l'escalfament d'un filament i després s'acceleren en un camp electromagnètic; els electrons d'alta energia xoquen contra un ànode amb suficient velocitat per penetrar les capes electròniques externes del material de l'ànode. Quan l'electró xoca amb la capa d'electrons K, l'electró incident remou seva òrbita a l'electró de la capa K. L'àtom perd un dels seus electrons de la capa K i està en condició metaestable, en conseqüència l'electró de la capa L entra a omplir la capa K.
L'exemple més representatiu d'aquest tipus de llum són els díodes làser, ja que la seva longitud d'ona varia només algunes mil·lèsimes de nanòmetre. Cal assenyalar que la monocromaticitat pura no existeix com a tal, així que es tracta, doncs, d'una característica ideal.